# Ablautus basini
Ablautus basini là một loài ruồi trong họ Asilidae. Ablautus basini được Wilcox miêu tả năm 1966. Loài này phân bố ở vùng Tân Bắc giới.